# Hypena nazus
Hypena nazus är en fjärilsart som beskrevs av Pierre E.L. Viette 1981. Hypena nazus ingår i släktet Hypena och familjen nattflyn. Inga underarter finns listade i Catalogue of Life.